# Campionat del Món d'esgrima
El Campionat del món d'esgrima és una competició d'esgrima que es disputa des de 1921.
Des de la seva creació el 1921 la competició ha estat oberta a tots els tiradors d'esgrima del món. Entre 1921 i 1936, amb tot, van tenir lloc a Europa i van portar el nom de Campionat d'Europa. La competició va ser reanomenada posteriorment com a Campionat Internacional per evitar confusió amb el Campionat d'Europa d'esgrima, reservat als tiradors europeus. Els campionats mundials "reals" s'han celebrat tots els anys des de 1937, excepte els anys olímpics de 1960 a 1984 i 1996 i el parèntesi de la Segona Guerra Mundial. Durant els anys olímpics, el programa del campionat del món consisteix en les proves que no es disputen als Jocs.
Les armes es van incorporant a poc a poc. L'espasa s'incorpora des del primer moment, el 1921. El sabre ho fa el 1922 i el floret el 1926. En dones les competicions comencen el 1929.

## Llista de proves
| - Espasa masculina individual, des de 1921. - Espasa femenina individual, des de 1988. - Espasa masculina per equips, des de 1931. - Espasa femenina per equips, des de 1988. | - Floret masculí individual, des de 1926. - Floret femení individual, des de 1929. - Floret masculí per equips, des de 1929. - Floret femení per equips, des de 1933. | - Sabre masculí individual, des de 1922. - Sabre femení individual, des de 1998. - Sabre masculí per equips, des de 1930. - Sabre femení per equips, des de 1998. |

## 1921-1936: Campionat internacional
| Núm. | Any  | Seu               | País              |
| ---- | ---- | ----------------- | ----------------- |
| I    | 1921 | París             | França            |
| II   | 1922 | París Oostende    | França · Bèlgica  |
| III  | 1923 | La Haia           | Països Baixos     |
| IV   | 1925 | Oostende          | Bèlgica           |
| V    | 1926 | Budapest Oostende | Hongria · Bèlgica |
| VI   | 1927 | Vichèi            | França            |
| VII  | 1929 | Nàpols            | Itàlia            |
| VIII | 1930 | Lieja             | Bèlgica           |
| IX   | 1931 | Viena             | Àustria           |
| X    | 1932 | Copenhaguen       | Dinamarca         |
| XI   | 1933 | Budapest          | Hongria           |
| XII  | 1934 | Varsòvia          | Polònia           |
| XIII | 1935 | Lausana           | Suïssa            |
| XIV  | 1936 | Sanremo           | Itàlia            |

| Posició | País          | Or | Plata | Bronze | Total |
| 1       | Hongria       | 20 | 12    | 11     | 43    |
| 2       | Itàlia        | 14 | 18    | 10     | 42    |
| 3       | França        | 10 | 14    | 6      | 30    |
| 4       | Països Baixos | 3  | 2     | 2      | 7     |
| 5       | Alemanya      | 3  | 1     | 7      | 11    |
| 6       | Bèlgica       | 8  | 2     | 5      | 15    |
| 7       | Suècia        | 1  | 2     | 4      | 7     |
| 8       | Regne Unit    | 1  | 1     | 5      | 7     |
| 9       | Dinamarca     | 1  | 0     | 1      | 2     |
| 10      | Noruega       | 1  | 0     | 0      | 1     |
| 11      | Àustria       | 0  | 4     | 4      | 8     |
| 12      | Polònia       | 0  | 0     | 2      | 2     |
| Total   | Total         | 56 | 56    | 57     | 169   |

## 1937-2022: Campionats del món
| Núm.    | Any  | Seu               | País            |
| ------- | ---- | ----------------- | --------------- |
| I       | 1937 | París             | França          |
| II      | 1938 | Piešťany          | Txecoslovàquia  |
| III     | 1947 | Lisboa            | Portugal        |
| IV      | 1948 | La Haia           | Països Baixos   |
| V       | 1949 | El Caire          | Egipte          |
| VI      | 1950 | Montecarlo        | Mònaco          |
| VII     | 1951 | Estocolm          | Suècia          |
| VIII    | 1952 | Copenhaguen       | Dinamarca       |
| IX      | 1953 | Brussel·les       | Bèlgica         |
| X       | 1954 | Luxemburg         | Luxemburg       |
| XI      | 1955 | Roma              | Itàlia          |
| XII     | 1956 | Londres           | Regne Unit      |
| XIII    | 1957 | París             | França          |
| XIV     | 1958 | Filadèlfia        | Estats Units    |
| XV      | 1959 | Budapest          | Hongria         |
| XVI     | 1961 | Torí              | Itàlia          |
| XVII    | 1962 | Buenos Aires      | Argentina       |
| XVIII   | 1963 | Gdańsk            | Polònia         |
| XIX     | 1965 | París             | França          |
| XX      | 1966 | Moscou            | Unió Soviètica  |
| XXI     | 1967 | Mont-real         | Canadà          |
| XXII    | 1969 | L'Havana          | Cuba            |
| XXIII   | 1970 | Ankara            | Turquia         |
| XXIV    | 1971 | Viena             | Àustria         |
| XXV     | 1973 | Göteborg          | Suècia          |
| XXVI    | 1974 | Grenoble          | França          |
| XXVII   | 1975 | Budapest          | Hongria         |
| XXVIII  | 1977 | Buenos Aires      | Argentina       |
| XXIX    | 1978 | Hamburg           | RFA             |
| XXX     | 1979 | Melbourne         | Austràlia       |
| XXXI    | 1981 | Clermont-Ferrand  | França          |
| XXXII   | 1982 | Roma              | Itàlia          |
| XXXIII  | 1983 | Viena             | Àustria         |
| XXXIV   | 1985 | Barcelona         | Catalunya       |
| XXXV    | 1986 | Sofia             | Bulgària        |
| XXXVI   | 1987 | Lausana           | Suïssa          |
| XXXVII  | 1988 | Orleans           | França          |
| XXXVIII | 1989 | Denver            | Estats Units    |
| XXXIX   | 1990 | Lió               | França          |
| XL      | 1991 | Budapest          | Hongria         |
| XLI     | 1992 | L'Havana          | Cuba            |
| XLII    | 1993 | Essen             | Alemanya        |
| XLIII   | 1994 | Atenes            | Grècia          |
| XLIV    | 1995 | La Haia           | Països Baixos   |
| XLV     | 1997 | El Cap            | Sud-àfrica      |
| XLVI    | 1998 | La Chaux-de-Fonds | Suïssa          |
| XLVII   | 1999 | Seül              | Corea del Sud   |
| XLVIII  | 2000 | Budapest          | Hongria         |
| XLIX    | 2001 | Nimes             | França          |
| L       | 2002 | Lisboa            | Portugal        |
| LI      | 2003 | L'Havana          | Cuba            |
| LII     | 2004 | Nova York         | Estats Units    |
| LIII    | 2005 | Leipzig           | Alemanya        |
| LIV     | 2006 | Torí              | Itàlia          |
| LV      | 2007 | Sant Petersburg   | Rússia          |
| LVI     | 2008 | Pequín            | R.P. de la Xina |
| LVII    | 2009 | Antalya           | Turquia         |
| LVIII   | 2010 | París             | França          |
| LIX     | 2011 | Catània           | Itàlia          |
| LX      | 2012 | Kíev              | Ucraïna         |
| LXI     | 2013 | Budapest          | Hongria         |
| LXII    | 2014 | Kazan             | Rússia          |
| LXIII   | 2015 | Moscou            | Rússia          |
| LXIV    | 2016 | Rio de Janeiro    | Brasil          |
| LXV     | 2017 | Leipzig           | Alemanya        |
| LXVI    | 2018 | Wuxi              | R.P. de la Xina |
| LXVII   | 2019 | Budapest          | Hongria         |
| LXVIII  | 2022 | El Caire          | Egipte          |
| LXIX    | 2023 | Milà              | Itàlia          |

| Posició | País            | Or  | Plata | Bronze | Total |
| 1       | Rússia          | 145 | 83    | 83     | 311   |
| 2       | Itàlia          | 104 | 88    | 116    | 308   |
| 3       | França          | 82  | 78    | 91     | 251   |
| 4       | Hongria         | 72  | 73    | 83     | 228   |
| 5       | Alemanya        | 44  | 62    | 57     | 163   |
| 6       | Polònia         | 17  | 29    | 40     | 86    |
| 7       | Romania         | 13  | 22    | 31     | 66    |
| 8       | Ucraïna         | 11  | 11    | 18     | 40    |
| 9       | Estats Units    | 10  | 15    | 15     | 40    |
| 10      | Corea del Sud   | 9   | 11    | 23     | 40    |
| 11      | R.P. de la Xina | 7   | 18    | 16     | 41    |
| 12      | Suècia          | 6   | 13    | 17     | 36    |
| 13      | Cuba            | 6   | 5     | 9      | 20    |
| 14      | Estònia         | 5   | 6     | 6      | 17    |
| 15      | Dinamarca       | 4   | 3     | 3      | 10    |
| 16      | Àustria         | 4   | 0     | 3      | 7     |
| 17      | Suïssa          | 2   | 9     | 12     | 23    |
| 18      | Regne Unit      | 2   | 4     | 4      | 10    |
| 19      | Espanya         | 2   | 2     | 7      | 11    |
| 20      | Japó            | 2   | 2     | 6      | 10    |
| 21      | Azerbaidjan     | 2   | 2     | 4      | 8     |
| 22      | Bulgària        | 1   | 3     | 3      | 7     |
| 23      | Txèquia         | 1   | 3     | 1      | 5     |
| 24      | Bèlgica         | 0   | 2     | 6      | 8     |
| 25      | Veneçuela       | 0   | 2     | 0      | 1     |
| 26      | Països Baixos   | 0   | 1     | 4      | 5     |
| 27      | Tunísia         | 0   | 1     | 3      | 4     |
| 28      | Belarús         | 0   | 1     | 2      | 3     |
| 28      | Canadà          | 0   | 1     | 2      | 3     |
| 30      | Portugal        | 0   | 1     | 0      | 1     |
| 31      | Egipte          | 0   | 0     | 7      | 7     |
| 32      | Hong Kong       | 0   | 0     | 2      | 2     |
| 33      | Colòmbia        | 0   | 0     | 1      | 1     |
| 33      | Finlàndia       | 0   | 0     | 1      | 1     |
| 33      | Noruega         | 0   | 0     | 1      | 1     |
| 33      | Geòrgia         | 0   | 0     | 1      | 1     |
| 33      | Grècia          | 0   | 0     | 1      | 1     |
| Total   | Total           | 551 | 551   | 679    | 1 781 |